# 姜熙世
姜熙世（韓語：강희세，1990年2月5日—），是一名韓國男演員。

## 演出作品

### 電視劇
- 2024年：Disney+《殺人者的購物中心》飾演 傭兵-巴比倫組織的雙胞胎成員。[1]
- 2024年：Coupang Play《家族計劃》飾演 幫派成員
- 2025年：Netflix《無赦之仇》飾演 具俊模的保鑣(EP1.3)

### 電影
- 2014年：短篇《幸福(행복)》飾演 在浩[2]

### 話劇
- 2015年：《家族 你,是我的唯一(가족 너,나에게 유일한)》飾演 弟弟
- 2017年：《人間喜劇(휴먼 코메디)》飾演 兒子[3]
- 2018年：《卡夫卡《審判》》飾演 布羅克[4][5][6]
- 2019年：《悲劇(비극)》
- 2019年：《Woyzeck(보이첵)》飾演 Chorus[7][8][註 1]
- 2021年：《颱風(태풍)》飾演 內羅[9][10][11]
- 2021年：《仲夏夜之夢(한여름밤의 꿈)》飾演 莫同[12][13]
- 2022年：《Loaded Moment(로디드 모먼트)》飾演 範俊[14][15]

## 外部連結
- 姜熙世的Instagram帳戶
- 姜熙世的Instagram帳戶
- 梯子肢體實驗室劇團的Instagram帳戶
- 姜熙世的playdb （页面存档备份，存于）